# Alejandro Argüello
Alejandro Argüello (* 25. Januar 1982 in Mexiko-Stadt) ist ein ehemaliger mexikanischer Fußballspieler, der vorwiegend im defensiven Mittelfeld eingesetzt wurde. 

## Leben
Der aus der Nachwuchsabteilung seines Heimatvereins Club América hervorgegangene Argüello gab sein Debüt als Profifußballspieler in der mexikanischen Primera División am 15. August 2004, als er beim Heimspiel der Americanistas gegen die Dorados de Sinaloa (3:2) erstmals auf der Bank Platz nehmen durfte. Zu seinem ersten Einsatz, gleich über die volle Distanz von 90 Minuten, kam er in einem am 17. Oktober 2004 ausgetragenen Stadtderby gegen die Pumas de la UNAM, das mit 0:3 verloren wurde. 
Kam Argüello in seinen ersten beiden Spielzeiten (2004/05 und 2005/06) mit insgesamt 12 Einsätzen nicht über die Rolle eines Reservisten hinaus, so war er ab der Saison 2006/07 Stammspieler, der weder in der Clausura 2007 noch in der Apertura 2008 ein einziges Punktspiel versäumte. 
Eine besondere Erwähnung verdient hierbei die Tatsache, dass Argüello seinen einzigen Platzverweis in einem Punktspiel der mexikanischen Primera División ausgerechnet am 19. August 2006 bei Atlas Guadalajara (0:2) erhielt, in dem er seine „Karriere als Stammspieler“ begann. 
Sein einziges Tor in einem Ligaspiel für América erzielte er am 10. Februar 2007 beim 4:2-Auswärtssieg gegen den CD Veracruz. 
Sein erfolgreichstes Turnier als Torjäger war die InterLiga 2008, bei dem ihm in allen drei Gruppenspielen jeweils ein Treffer gelang: gegen Morelia der entscheidende Treffer zum 1:0 in der 13. Minute, gegen Toluca (2:1) der Ausgleich zum 1:1 in der 64. Minute und gegen Atlas der Siegtreffer zum 3:2 in der 88. Minute.
Nach fünf Jahren bei América wurde Argüello für die Saison 2009/10 an die Jaguares de Chiapas ausgeliehen, für die er 24 Punktspieleinsätze absolvierte. In der darauffolgenden Saison 2010/11 bestritt Argüello auf Leihbasis nur jeweils eine Halbzeit für die Tigres de la UANL gegen Querétaro (0:1) in der Apertura 2010 und für den Puebla FC bei Santos Laguna (0:4) in der Clausura 2011.

## Erfolge
- Mexikanischer Meister: Clausura 2005
- Mexikanischer Supercup: 2005
- CONCACAF Champions’ Cup: 2006
- Copa Sudamericana: Finalist 2007